# Тлокіня-Мала
Тлокіня-Мала (пол. Tłokinia Mała) — село в Польщі, у гміні Опатувек Каліського повіту Великопольського воєводства.
Населення — 149 осіб (2011).
У 1975-1998 роках село належало до Каліського воєводства.

## Демографія
Демографічна структура станом на 31 березня 2011 року:
|          | Загалом | Допрацездатний вік | Працездатний вік | Постпрацездатний вік |
| -------- | ------- | ------------------ | ---------------- | -------------------- |
| Чоловіки | 73      | 12                 | 54               | 7                    |
| Жінки    | 76      | 13                 | 39               | 24                   |
| Разом    | 149     | 25                 | 93               | 31                   |